# Cyprinella callitaenia
Cyprinella callitaenia је зракоперка из реда Cypriniformes и фамилије Cyprinidae.

## Угроженост
Ова врста је на нижем степену опасности од изумирања, и сматра се скоро угроженим таксоном.

## Распрострањење
Врста има станиште у Сједињеним Америчким Државама.

## Станиште
Станиште врсте су слатководна подручја.